# 인생 (소설)
인생(일본어: 人生)은 가와기시 오우교가 쓰고 나나세 메루치가 삽화를 담당한 일본의 라이트 노벨이다. 2014년 6월 기준으로, 쇼가쿠간에서 가가가 분고 레이블 하에 단행본 8권이 발행되었다. 만화화가 발표된 바 있다. Feel이 제작한 텔레비전 애니메이션은 2014년 7월부터 9월까지 방영되었다.

## 등장인물
아카마츠 유우키 (赤松 勇樹) 
성우 - 타쿠미 야스아키
주인공. 안경을 쓰고 있는 고등학생. 인생상담을 할 때는 강직한 사람이 된다. 제2신문부 부장 니카이도 아야카가 다른 사람들과 어울려볼 겸 해서 들어오라고 부탁을 해서 제2신문부에서 활동을 하게 된다.
니카이도 아야카 (二階堂 彩香) 
성우 - 마에다 레나
제2신문부 부장. 유키의 사촌누나. 유키에게 제2신문부가 유지될 수 있도록 인생상담 코너를 맡아 달라고 부탁한다. 리노가 유키에게 가지고 있는 감정을 눈치채고 있다.
엔도 리노 (遠藤 梨乃) 
성우 - 닛타 히요리
안경을 쓴 여고생. 과학부 부원. 자신이 알고 있는 과학적 지식에 대해 매우 자랑스러워하며, 미신적인 행동이나 믿음은 좋아하지 않으며 과학적 사실에 기반한 의견을 주려고 한다. 유키와 이상한 상황에 자주 엮이며, 유키에 대해 감정을 가지고 있지만 인정은 하지 않는다. 유키는 완전히 그녀의 감정을 모르고 있는 것은 아니다.
쿠죠 후미 (九条 ふみ) 
성우 - 토요타 모에
문예부 부원. 달콤하고 예술적인 소녀이지만 인생 상담에서 조언을 줄 때에는 과하게 생각하는 경향이 있다. 이쿠미는 후미의 큰 가슴을 움켜쥐려고 한다. 부유하고 유서 깊은 무사 가문 출신이다. 구식이고 엄격한 할아버지와 말하는 것을 힘들어한다.
스즈키 이쿠미 (鈴木 いくみ) 
성우 - 스와 아야카
운동부 출신의 매우 에너지가 넘치는 소녀. 인생상담에서 가장 육체적이고 가장 대충 생각한 조언을 내 놓기는 하지만, 가끔은 다른 부원들로부터 칭찬을 받기도 한다. 리노와 유키를 커플링맺으려고 하지만 둘 간의 이상한 상황이 나타나는 것으로 끝나고는 한다. 후미의 가슴을 막 움켜잡는 등 변태적인 면도 있다. 치마 밑에 항상 스패츠를 입는다.
무라카미 에미 (村上 絵美) 
성우 - 오니시 사오리
핑크빛 머리의 소녀. 미술부 부장. 부원 부족으로 미술부가 폐부되자 인생상담 코너에 조언자로서 참가하기로 결심한다. 무언가를 그려달라고 할 때 과하게 흥분한다.
아사노 코우타 (浅野浩太) 
성우 - 모리쿠보 쇼우타로
제 1신문부 부장. 아야카를 제1신문부로 끌어들이기 위해 인생상담 코너를 배끼게 된다. 매우 자신감이 넘치는 사람으로, 비슷한 성격을 가진 사람들을 끌어모아 제2신문부 인생상담 코너와 비슷하게 만들기는 했는데 지식의 깊이에서 차이가 난다. 제2신문부와의 대결 이후에 제1신문부의 인생상담 코너를 없애기는 하지만 남용은 계속된다.
쿠미 (くみ) 
성우 - 하라다 히토미
후미와 같은 위치. 역시 가슴이 크다.
시노 (志乃) 
성우 - 후치가미 마이
리노와 같은 위치. 성격이 날카롭다.
요시카타 (よしたか) 
성우 - 스가누마 히사요시
이쿠미와 같은 위치. 과도하게 활발하고 키가 작다.

## 라노벨
쇼가쿠간이 가가가 문고 레이블 하에서 라노벨을 발매했다.
| 번호 | 일본어 출간일    | 일본어 ISBN            |
| ---- | ---------------- | ---------------------- |
| 1    | 2012년 1월 18일  | ISBN 978-4-09-451318-9 |
| 2    | 2012년 4월 18일  | ISBN 978-4-09-451335-6 |
| 3    | 2012년 8월 21일  | ISBN 978-4-09-451359-2 |
| 4    | 2012년 12월 18일 | ISBN 978-4-09-451382-0 |
| 5    | 2013년 5월 17일  | ISBN 978-4-09-451412-4 |
| 6    | 2013년 11월 19일 | ISBN 978-4-09-451449-0 |
| 7    | 2014년 2월 18일  | ISBN 978-4-09-451467-4 |
| 8    | 2014년 6월 18일  | ISBN 978-4-09-451493-3 |